# Giancarlo Salvi
Giancarlo Salvi (Dego, 23 febbraio 1945 – Vicenza, 6 maggio 2016) è stato un dirigente sportivo e calciatore italiano, di ruolo centrocampista.

## Carriera

### Giocatore
Iniziò la carriera con la maglia della Sampdoria, esordendo in Serie A il 15 settembre 1963. Dopo una discreta stagione in maglia blucerchiata, conclusa con la salvezza allo spareggio col Modena, superato per 2 a 0 anche grazie ad una sua rete, passò per un anno al Milan, con cui però disputò solamente due partite di campionato.

Salvi (accosciato, secondo da sinistra) nel Real Vicenza della stagione 1977-1978

Tornato quindi nel 1965 alla Sampdoria, vi rimase undici anni, diventando un punto di forza ed una bandiera della formazione genovese. Dopo la retrocessione in Serie B del 1965-1966 e la successiva promozione, in massima Serie i blucerchiati riuscirono sempre a strappare una salvezza più o meno sofferta, in particolare nel 1973-1974, quando la squadra fu ripescata, con eccezione della stagione 1971-1972, con i genovesi che chiusero al nono posto.
Dopo aver perso il posto da titolare nell'ultimo campionato, Salvi lasciò Genova nel 1976 dopo 231 partite di massima divisione per accasarsi al Lanerossi Vicenza fra i cadetti. Con i biancorossi conquistò la promozione e quindi poi un secondo posto. Il terzo anno, il 1978-1979, vide la retrocessione dei berici in Serie B. Scese quindi in Serie C1 dove con la maglia del Varese conquistò la promozione fra i cadetti.
In carriera ha collezionato complessivamente 313 presenze e 40 reti in Serie A e 75 presenze e 17 reti in Serie B. Con 291 presenze in blucerchiato, è tuttora il settimo calciatore della Sampdoria più presente in incontri di campionato.

### Dirigente
A 34 anni Salvi si ritirò dal calcio giocato ed entrò nei quadri dirigenziali del Vicenza, mentre intraprese la carriera imprenditoriale in società con l'ex compagno biancorosso Paolo Rossi.
Da direttore sportivo del Vicenza fu coinvolto nel 1986 nello scandalo del calcio scommesse e fu squalificato per due anni.
Morì a Vicenza il 6 maggio 2016 all'età di 71 anni.

## Palmarès
- Campionato italiano di Serie B: 2

Sampdoria: 1966-1967
L.R. Vicenza: 1976-1977
- Campionato italiano Serie C1: 1

Varese: 1979-1980 (girone A)